# کیسه‌های زیست‌تخریب‌پذیر

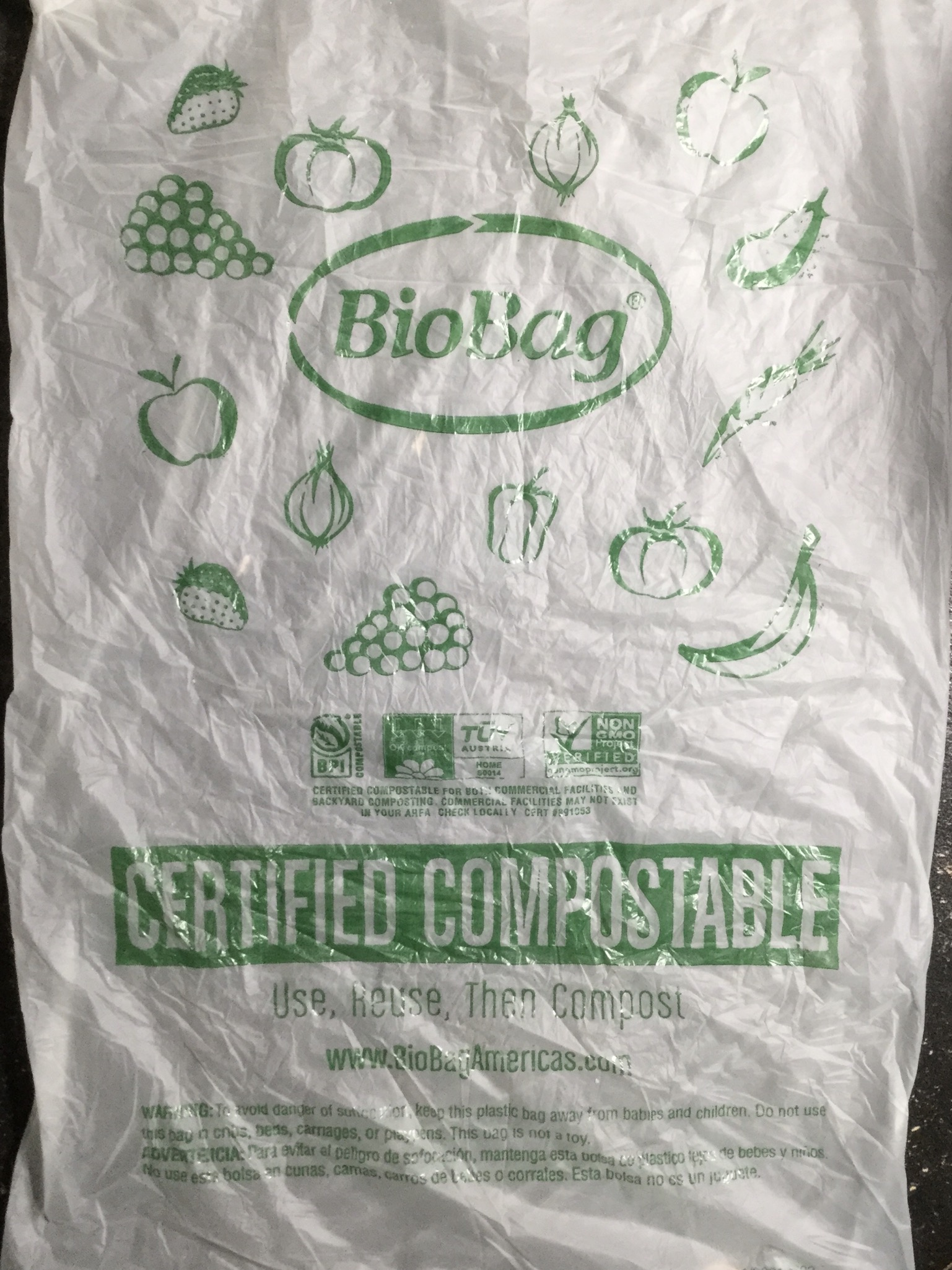
یک کیسه کمپوست‌شونده یکبار مصرف از فروشگاه مواد غذایی

کیسه‌های زیست‌تخریب‌پذیر کیسه‌هایی هستند که قابلیت تجزیه توسط باکتری‌ها یا سایر موجودات زنده را دارند. هر ساله تقریباً ۵۰۰ میلیارد تا ۱ تریلیون کیسه پلاستیکی در سراسر جهان استفاده می‌شود.

## تمایز «زیست‌تخریب‌پذیر» از «کمپوست‌پذیر»

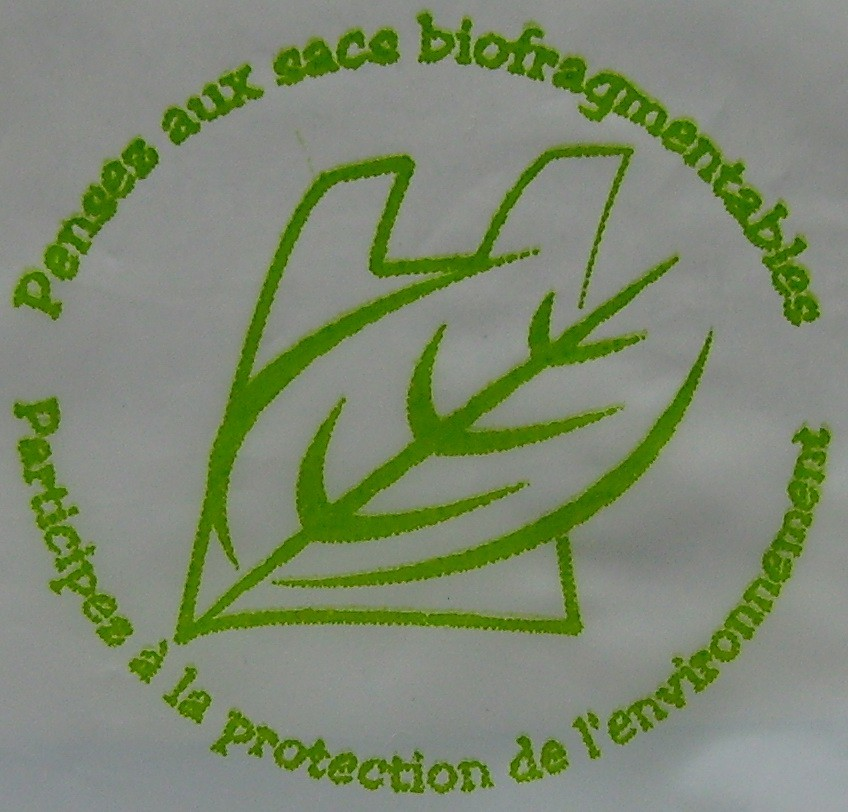
مهر و موم یک کیسه زیست تخریب پذیر به زبان فرانسوی

در اصطلاح رایج، کلمه زیست‌تجزیه‌پذیری از نظر معنی با کمپوست متفاوت است. در حالی که زیست‌تخریب‌پذیر به سادگی به این معنی است که یک جسم قادر به تجزیه توسط باکتری‌ها یا سایر موجودات زنده است، «کمپوست‌پذیر» در صنعت پلاستیک به عنوان ماده‌ای تعریف می‌شود که قادر به تجزیه در محیط‌های اکسیژن است که تحت شرایط خاص دما و رطوبت کنترل‌شده نگهداری می‌شوند. کمپوست‌پذیر به معنای ماده‌ای است که توانایی تجزیه بیولوژیکی در محل کمپوست را دارد، به طوری که ماده از نظر دیداری قابل تشخیص نباشد و با سرعتی مطابق با مواد کمپوست‌پذیر شناخته‌شده، به دی‌اکسید کربن، آب، ترکیبات معدنی و زیست‌توده تجزیه شود. (مرجع: ای‌اس‌تی‌ام بین‌الملل ۶۰۰۲ دی)
گنجاندن «مواد معدنی» مانع از آن می‌شود که محصول نهایی به عنوان کمپوست یا گیاخاک که صرفاً یک ماده آلی است، در نظر گرفته شود. در واقع، طبق تعریف، تنها معیار مورد نیاز برای اینکه یک پلاستیک قابل کمپوست نامیده شود، این است که باید با همان سرعتی که چیز دیگری که از پیش می‌دانیم طبق تعریف سنتی قابل کمپوست است، از بین می‌رود، از بین برود.
کیسه‌های پلاستیکی را می‌توان با تولید از یک پلیمر پلاستیکی معمولی (مثلاً پلی‌اتیلن) یا پلی‌پروپیلن دارای افزودنی که باعث تخریب و سپس تجزیه زیستی پلیمر (پلی‌اتیلن) در اثر اکسایش-کاهش می‌شود، «زیست‌تخریب‌پذیر اکسو» ساخت.

## انجمن‌های صنفی
انجمن صنفی صنعت پلاستیک‌های زیست‌تخریب‌پذیر اکسو، انجمن پلاستیک‌های زیست‌تخریب‌پذیر اکسو است که محصولات آزمایش‌شده را طبق استاندارد دی ۶۹۵۴ یا (از اول ژانویه ۲۰۱۰) تأیید می‌کند.
انجمن‌های صنفی صنعت پلاستیک‌های کمپوست‌پذیر عبارتند از: مؤسسه محصولات زیست‌تخریب‌پذیر، «بیوپلاستیک‌های اروپایی» و در ایالات متحده آمریکا، اگر مانی با استاندارد دی ۶۴۰۰ مطابقت داشته باشد، به عنوان کمپوست‌پذیر برای شرایط کمپوست صنعتی و در اروپا با استاندارد (ای آن ۱۳۴۳۲) تأیید می‌شود.

## مواد

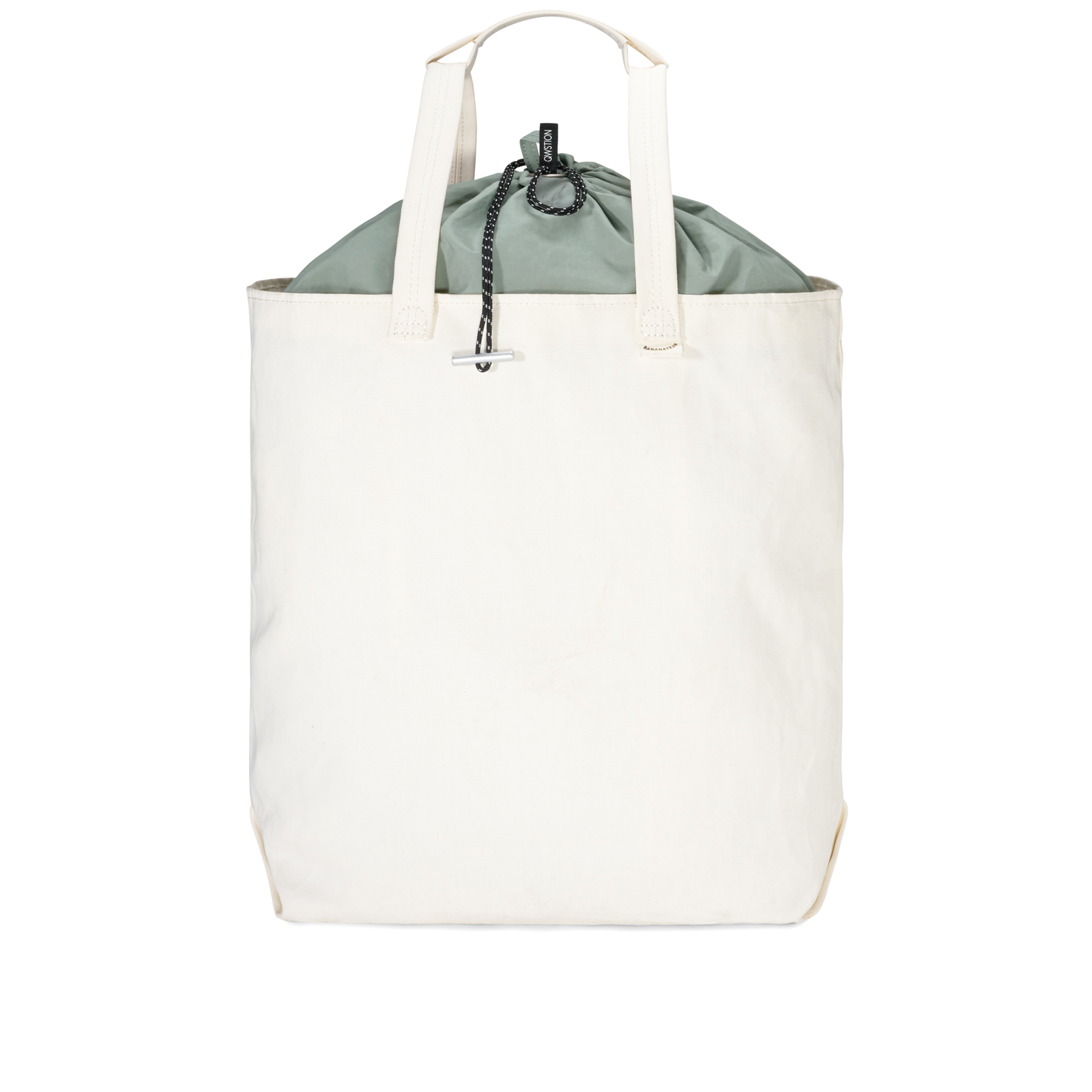
یک کیف دستی ساخته شده از کنف مانیل

بیشتر کیسه‌هایی که از پلاستیک ساخته می‌شوند، از موادی بر پایه ذرت، مانند ترکیبات پلی‌لاکتیک اسید، ساخته می‌شوند. کیسه‌های پلاستیکی زیست‌تخریب‌پذیر امروزه به اندازه کیسه‌های سنتی (عمدتاً پلی‌اتیلن) محکم و قابل اعتماد هستند. بسیاری از کیسه‌ها همچنین از کاغذ، مواد آلی مانند کنف مانیل یا پلی‌کاپرولاکتون ساخته می‌شوند.
به گفته رامانی نارایان، مهندس شیمی در دانشگاه ایالتی میشیگان در ایست لنسینگ و مشاور علمی مؤسسه پلاستیک‌های زیست‌تخریب‌پذیر، «مردم به زیست‌تخریب‌پذیر به عنوان چیزی جادویی نگاه می‌کنند»، حتی با وجود اینکه این اصطلاح به‌طور گسترده استفاده می‌شود. «این کلمه در حال حاضر پرکاربردترین، سوءاستفاده‌شده‌ترین و نابه‌جاترین کلمه در فرهنگ لغت ماست. در زباله‌دان بزرگ اقیانوس آرام، پلاستیک‌های زیست‌تخریب‌پذیر به قطعات کوچکی تبدیل می‌شوند که می‌توانند با مصرف شدن، راحت‌تر وارد زنجیره غذایی شوند.»

## بازیافت
ضایعات داخل کارخانه اغلب قابل بازیافت هستند اما مرتب‌سازی و بازیافت پس از مصرف دشوار است. پلیمرهای زیستی، بازیافت سایر پلیمرهای رایج‌تر را آلوده می‌کنند. در حالی که تولیدکنندگان پلاستیک‌های زیست‌تخریب‌پذیر اکسو ادعا می‌کنند که کیسه‌هایشان قابل بازیافت هستند، بسیاری از بازیافت‌کنندگان فیلم‌های پلاستیکی آنها را نمی‌پذیرند، زیرا هیچ مطالعه طولانی‌مدتی در مورد قابلیت زیست‌پذیری محصولات بازیافتی با این افزودنی‌ها انجام نشده است. علاوه بر این، مؤسسه پلاستیک‌های زیست‌تخریب‌پذیر می‌گوید که فرمولاسیون مواد افزودنی در فیلم‌های اکسو بسیار متفاوت است، که این امر تنوع بیشتری را در فرایند بازیافت ایجاد می‌کند. کد شناسایی رزین قابل اجرا است.

## صلاحیت بازاریابی و مسائل حقوقی
از آنجایی که بسیاری از این پلاستیک‌ها برای تخریب یا تجزیه زیستی نیاز به دسترسی به نور خورشید، اکسیژن یا مدت زمان طولانی دارند، دستورالعمل‌های کمیسیون فدرال تجارت ایالات متحده برای استفاده از ادعاهای بازاریابی زیست‌محیطی، که معمولاً «راهنمای سبز» نامیده می‌شود، الزام به علامت‌گذاری مناسب این محصولات برای نشان دادن محدودیت‌های عملکرد آنها دارد.

کمیسیون تجارت فدرال مثالی ارائه می‌دهد:
مثال ۱: یک کیسه زباله به عنوان «تجزیه‌پذیر» به بازار عرضه می‌شود، بدون هیچ گونه قید و شرط یا اطلاعات دیگری. بازاریاب برای نشان دادن اینکه محصول در حضور آب و اکسیژن تجزیه می‌شود، به آزمایش‌های دفن در خاک تکیه می‌کند. کیسه‌های زباله معمولاً در تأسیسات زباله‌سوز یا در محل‌های دفن بهداشتی زباله دفع می‌شوند که به گونه‌ای مدیریت می‌شوند که با به حداقل رساندن رطوبت و اکسیژن، از تخریب جلوگیری می‌کنند. تجزیه‌پذیری برای کیسه‌های زباله‌ای که سوزانده می‌شوند، اهمیتی نخواهد داشت و برای کیسه‌هایی که در محل‌های دفن زباله دفع می‌شوند، بازاریاب شواهد کافی مبنی بر تجزیه‌پذیری کیسه‌ها در مدت زمان نسبتاً کوتاهی در محل دفن زباله ندارد؛ بنابراین این ادعا فریبنده است.
از آنجایی که هیچ آزمون قبولی/ردی برای کیسه‌های پلاستیکی «زیست‌تخریب‌پذیر» وجود ندارد، تولیدکنندگان باید الزامات زیست‌محیطی برای انجام تجزیه زیستی، بازه زمانی و نتایج نهایی را روی محصول چاپ کنند تا در چارچوب الزامات تجاری ایالات متحده قرار گیرد.
در سال ۲۰۰۷، ایالت کالیفرنیا اساساً اصطلاح «کیسه‌های زیست‌تخریب‌پذیر» را غیرقانونی اعلام کرد، مگر اینکه چنین اصطلاحاتی «با شواهد کافی و قابل اعتمادی اثبات شوند تا از فریب یا گمراه کردن مصرف‌کنندگان در مورد تأثیر زیست‌محیطی کیسه‌های پلاستیکی، ظروف سرو غذا و بسته‌بندی‌های تجزیه‌پذیر، کمپوست‌پذیر و زیست‌تخریب‌پذیر جلوگیری شود.»
در سال ۲۰۱۰، یک تولیدکننده استرالیایی کیسه‌های پلاستیکی که ادعاهای بی‌اساس یا بی‌صلاحیتی در مورد زیست‌تجزیه‌پذیری مطرح کرده بود، توسط کمیسیون رقابت و مصرف‌کننده استرالیا، که معادل استرالیایی کمیسیون تجارت فدرال ایالات متحده است، جریمه شد.
در سال‌های اخیر، مؤسسه محصولات زیست‌تخریب‌پذیر و شرکت‌های مرتبط، کمپوست محصولات را در تأسیسات کمپوست موجود با قیمت ۶۰ دلار ادعا کرده‌اند. درجه سانتیگراد (۱۴۰ درجه فارنهایت). دادستان کل ورمونت این ادعاها را گمراه‌کننده دانست و از شرکت‌های تولیدکننده پلاستیک کمپوست‌شونده به دلیل ادعاهای دروغین شکایت کرد.